# 시칸 문화

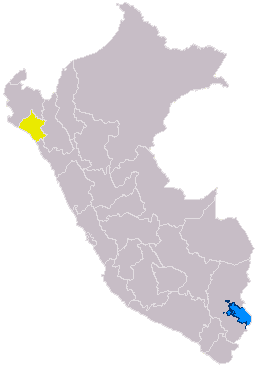
시칸 문화에 속하는 지역(노란색)

시칸 문화(Sican 또는 Sicán)는 고고학자 시마다 이즈미가 서기 750년에서 1375년 사이에 현재 페루 북부 해안에 거주했던 문화에 붙인 이름이다. 시마다에 따르면 시칸은 "달의 사원"을 의미한다. 시칸 문화는 페루 지역 이름을 따서 람바예크 문화라고도 불린다. 모체 문화를 계승한 것이다. 두 문화가 별개의 문화인지 여부를 두고 고고학자와 인류학자 사이에는 여전히 논쟁이 있다. 시카 문화는 고고학 유물에서 알 수 있듯이 문화적 변화에 따라 세 가지 주요 시대로 구분된다.